# 建布都神社
建布都神社（たけふつじんじゃ）は、徳島県阿波市市場町香美に鎮座する神社である。

## 歴史

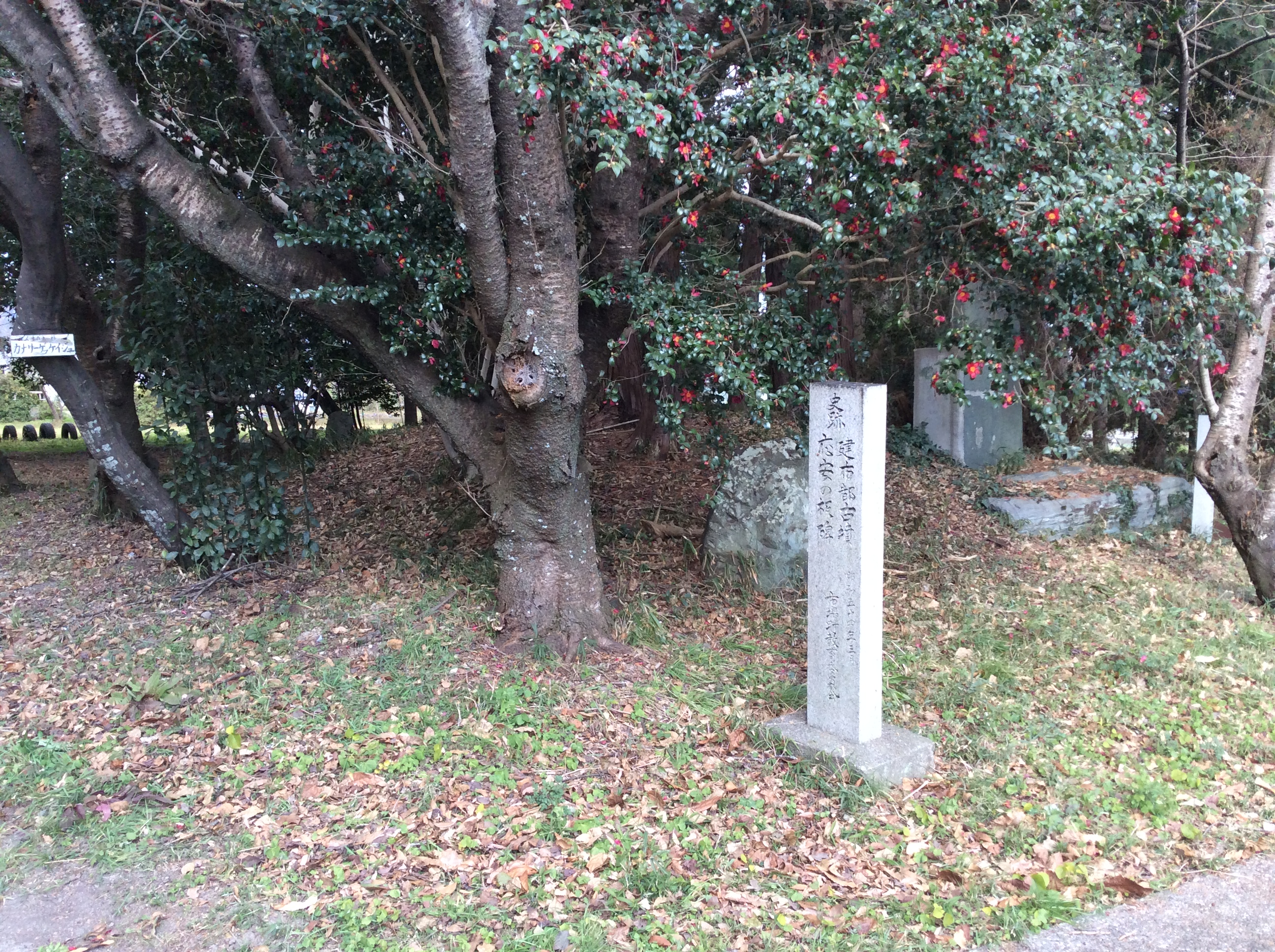
建布都古墳

創建年は不詳。江戸時代までは平治権現またはまたは平地祠と称し、「おへーしさん」の愛称で知られた。八幡神社との式内論争の末、明治に現社名に復称。境内には直径17m程度の円墳である建布都古墳が存在する。
『延喜式神名帳』に掲載されている建布都神社の論社の一つで、阿波市土成町郡には建布都西宮神社がある。

## 祭神
- 建布都神
- 経津主神
- 大山祇神
- 事代主神

## 境内社
- 天満宮
- 山神宮

## 交通
- 徳島自動車道「土成インターチェンジ」より車で約15分。